# Slumber Party
«Slumber Party» —en español: «Fiesta de Pijamas» y en español latino «Pijamada»— es una canción pop con elementos reggae interpretada por la cantante estadounidense Britney Spears e incluida en su noveno álbum de estudio, Glory (2016). Fue compuesta por Mattias Larsson, Robin Fredriksson, Julia Michaels y Justin Tranter, y producida por los dos primeros como Mattman & Robin, con producción vocal a cargo de Mischke. El día 16 de noviembre de 2016, RCA Records publicó una remezcla con la colaboración de Tinashe, como segundo y último sencillo del álbum, después de «Make Me...».
La canción es una oda al sexo y a la realización de cintas de sexo, donde Spears utiliza el doble sentido al hablar sobre dormir con sus amigos y realizar el juego adolescente de siete minutos en el cielo. El video musical fue dirigido por Colin Tilley, quien trabajó por primera vez con la cantante, hace referencias a la película Eyes Wide Shut (1999) y fue estrenado el 18 de noviembre de 2016 a través de VEVO.
Spears interpretó «Slumber Party» en su residencia en Las Vegas, Britney: Piece of Me. La canción apareció en Just Dance 2018.

## Antecedentes y lanzamiento
| Ella interpreta la historia — ya sea si está hablando sobre diversión y sexo, o sobre angustia, lo sientes. [Nos da] voz durante días. La voz es tan específica, pero nunca termina - hay infinitas posibilidades.—Tranter comentando sobre Spears |

En septiembre de 2014, Spears publicó una foto en el estudio de grabación, mientras que un mes después, reveló que estaba trabajando «muy lenta, pero progresivamente» en su noveno álbum de estudio. La cantante continuó grabando durante el año siguiente, pero fue en noviembre de 2015 cuando confirmó que trabajaba con los compositores Justin Tranter y Julia Michaels al publicar una foto con ellos en Instagram. Al mes siguiente, Tranter declaró: «Trabajar con Britney es un jodido sueño. Es tan dulce, tan inspiradora y maestra en el micrófono. Julia y yo tuvimos que salir del estudio un día porque nuestros gritos de emoción después de cada grabación que hacía, distraían a los productores». En mayo de 2016, además reveló: «Nunca nadie habla de Britney como compositora y es fantástica. Sus conceptos fueron audaces e inteligentes. Melódicamente, tiene melodías para días. ¿Cómo es que nadie menciona que puede componer una maldita canción? Tuvimos que trabajar con ella un montón de veces. [Originalmente teníamos] un par de canciones que compusimos por nuestra cuenta y luego ella quería componer con nosotros. Es una compositora  increíble».
Después de publicar «Make Me...» como el primer sencillo del álbum, RCA Records realizó encuestas en varias revistas preguntando qué canción debía ser el segundo sencillo de Glory. El 14 de octubre de 2016, la cantante estadounidense Tinashe publicó en Instagram que estaba grabando una colaboración «legendaria» con el mensaje: «Los sueños son reales». Once días después, Spears publicó una foto con Tinashe en el set del video musical, con el mensaje: «Los vecinos dicen que estamos causando una conmoción...», haciendo referencia a la letra de la canción. El mismo día, el representante de Spears confirmó la colaboración a Billboard y, poco después, Digital Spy adelantó que sería publicada «en cuestión de semanas».
La versión con Tinashe finalmente se publicó el 16 de noviembre de 2016 como segundo y último sencillo de Glory. Sobre Tinashe, Spears comentó: «Es tan dulce. Siempre veo a mis seguidores hablando de ella en internet, entonces tenía mucho sentido colaborar en esta canción. Fue increíble, me encantaría volver a trabajar juntas».
En 2022 durante una entrevista en Watch What Happens Live con Andy Cohen, la cantante inglesa Charli XCX reveló que se le ofreció participar en el remix de «Slumber Party», pero tuvo que rechazar la oferta debido a conflictos de agenda.

## Video musical

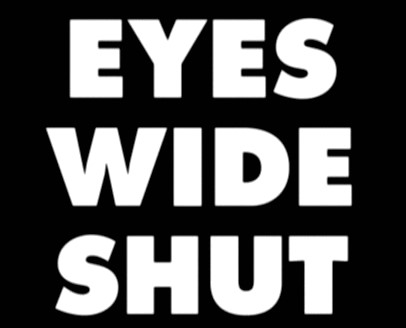
El video musical está inspirado en la película Eyes Wide Shut (1999) protagonizada por Tom Cruise y Nicole Kidman.

El video musical fue filmado el 25 de octubre de 2016 y publicado el 18 de noviembre de 2016 bajo la dirección de Colin Tilley. Durante la grabación, Tinashe compartió una foto con Spears, añadiendo : "La cara que haces cuando los rumores son verdaderos y colaboras con tu ídolo y, básicamente, toda tu vida es un sueño." Spears también publicó una foto con sus bailarines y otra imagen con Tilley en una habitación azul. Lewis Corner de Digital Spy señaló que "la apariencia visual parece ser muy seductora, con luces azules atenuadas y trajes provocativos". Durante una entrevista con Mario López para Extra, Spears comentó que el video musical es una versión más fresca de la película de Stanley Kubrick, Eyes Wide Shut (1999), añadiendo: "Es un poco arriesgado, es muy sexy, es muy malo, es divertido!". Durante una entrevista con MTV para Snapchat, Spears agregó: "El ambiente era lo que se ve en el video, disfraces asombrosos, energía, baile y gente, estábamos filmando un video musical que retrata una fiesta increíble, y eso es lo que se sentía en el set".

### Recepción
El video fue bien recibido por los críticos. La OCC lo catalogó como uno de los mejores videos de la cantante en años, Cole Delbyk de The Huffington Post escribió que el trabajo «salvó 2016» y lo comparó con el clip de «I'm a Slave 4 U» (2001), mientras que el equipo de Billboard lo llamó «indulgencia pura» y Megan French de Us Magazine lo catalogó como «demasiado caliente como para soportarlo». Emilee Lindner de Fuse fue extremadamente positivo al escribir: «Es caliente. Es heavy. Es un video de Britney Spears. Incluso recrea los movimientos de "Toxic" cuando gatea hacia la cámara en la mesa». Lewis Corner de Digital Spy lo consideró «fácilmente uno de los videos más calientes de la carrera de Spears» añadiendo que «el par luce absolutamente perfecto en la visual seductiva». Zac Johnson de E! News escribió que «desde "Boys" (2002) que Britney no aparecía en una fiesta que pareciera arte» y también alabó la química entre ambas cantantes, así como también la escena donde Spears «gatea sobre la mesa y lame la leche derramada». Rolling Stone destacó que «el director Colin Tilley pone pimienta en momentos salazones donde sea posible en el video».

## Presentaciones en directo
La canción fue presentada por primera vez en directo el 16 de noviembre de 2016, al ser agregada al repertorio de la primera residencia de conciertos de Spears en Las Vegas, Britney: Piece of Me. Luego, fue el número de cierre del repertorio del KIIS-FM Jingle Ball el 2 de diciembre de 2016, siendo interpretada junto a Tinashe. Al día siguiente, la volvieron a interpretar juntas en el 99.7 Triple Ho Show, mientras que el 10 de diciembre de 2016 la presentaron en el B96 Pepsi Jingle Bash Festival, en Rosemont, y el 25 de enero de 2017, la interpretaron juntas por última vez en el espectáculo de aquel día de Britney: Piece of Me.
La canción fue incluida en el repertorio del Britney: Live In Concert de 2017.

## Formatos
| Descarga digital y Streaming - (Remix EP) |                                                                 |          |  |
| N.º                                       | Título                                                          | Duración |  |
| 1.                                        | «Slumber Party» (con Tinashe) (Bad Royale Remix)                | 3:12     |  |
| 2.                                        | «Slumber Party» (con Tinashe) (Marc Stout & Scott Svejda Remix) | 3:52     |  |
| 3.                                        | «Slumber Party» (con Tinashe) (Bimbo Jones Remix)               | 3:54     |  |
| 4.                                        | «Slumber Party» (con Tinashe) (Danny Dove Remix)                | 3:40     |  |
| 5.                                        | «Slumber Party» (con Tinashe) (Misha K Remix)                   | 3:35     |  |

## Créditos y personal
Créditos adaptados de las notas de Glory.
Grabación
- Voces grabadas en 158 Studios, Westlake Village, California; Conway Recording Studios, Los Ángeles, California; y en Wolf Cousins Studios, Estocolmo, Suecia
- Mezcladas en MixStar Studios, Virginia Beach, Virginia

Personal
- Britney Spears – Voz principal
- Tinashe – Voz colaborador en la re mezcla
- Mattman & Robin – Compositor, productor, producción vocal, grabación vocal, programador, batería, percusión, guitarras, bajo, marimba, brass
- Julia Michaels – Compositora, voces de fondo adicionales
- Justin Tranter – Compositor
- Mischke – Producción vocal
- Benjamin Rice – Grabación vocal
- Erik Beltz – Asistente de grabación
- John Cranfield – Ingeniero
- Serban Ghenea – Mezclas
- John Hanes – Ingeniero de mezclas

## Posicionamientos en listas

### Listas semanales
| América del Norte |                             |     |        |
| Canadá            | Canadian Hot 100            | 51  | [ 34 ] |
| Estados Unidos    | Billboard Hot 100           | 86  | [ 35 ] |
| Estados Unidos    | Dance/Club Play Songs       | 1   | [ 36 ] |
| Estados Unidos    | Hot Singles Sales           | 3   | [ 37 ] |
| Estados Unidos    | Mainstream Top 40           | 27  | [ 38 ] |
| Europa            |                             |     |        |
| Escocia           | Top 100 canciones           | 90  | [ 39 ] |
| España            | Top 50 canciones            | 39  | [ 40 ] |
| Francia           | Top 100 canciones           | 120 | [ 41 ] |
| Grecia            | Top 100 canciones digitales | 10  | [ 42 ] |
| Hungría           | Top 40 canciones            | 13  | [ 43 ] |
| Reino Unido       | Top 100 canciones           | 73  | [ 44 ] |
| Ucrania           | Top 100 canciones radiales  | 37  | [ 45 ] |

## Historial de publicaciones
| País                       | Fecha                   | Formato                       | Discográfica | Ref.   |
| -------------------------- | ----------------------- | ----------------------------- | ------------ | ------ |
| Historial de publicaciones |                         |                               |              |        |
| Varios                     | 16 de noviembre de 2016 | Descarga digital              | RCA          | [ 2 ]  |
| Estados Unidos             | 22 de noviembre de 2016 | Contemporary hit radio        | RCA          | [ 46 ] |
| Varios                     | 23 de diciembre de 2016 | Descarga digital - (Remix EP) | RCA          | [ 47 ] |